# Jacob Wittich
Jacob Wittich (Aquisgrana, 1677 – Leida, 1739) è stato un filosofo tedesco.

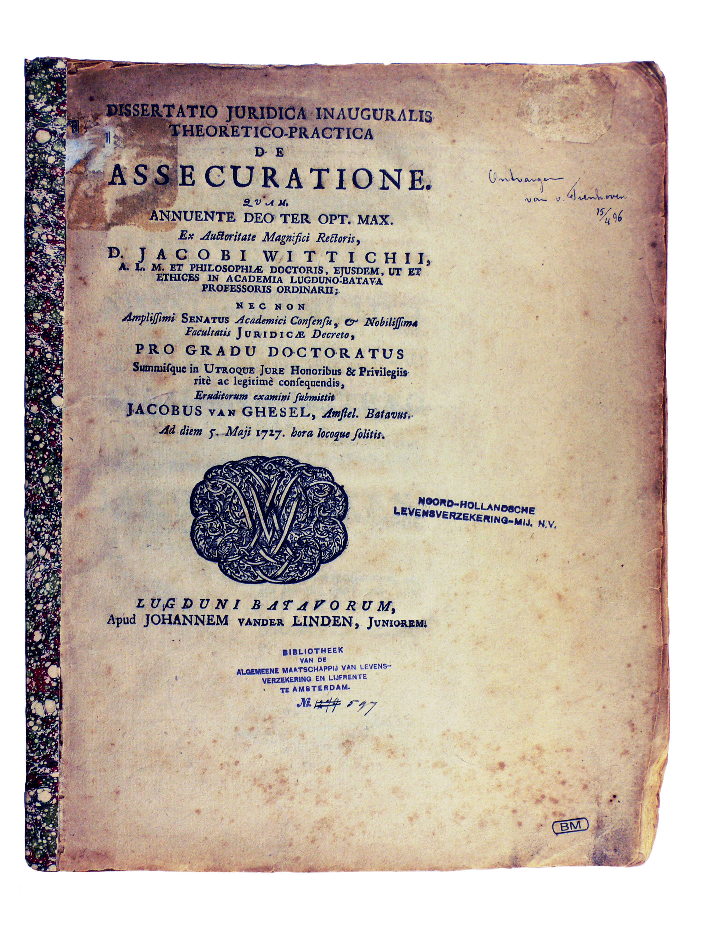
Dissertatio juridica De Assecuratione, 1727 (Fondazione Mansutti, Milano).

Dopo aver completato gli studi accademici alla Facoltà di Filosofia dell'Università di Duisburg, ottenne nel 1718 la cattedra in filosofia a Leida, come lo zio Christopher. Nel 1725 ottenne anche la cattedra di etica. Nominato in seguito Rettore di questa università, ricoprì, in questa veste, il ruolo di relatore di numerose tesi in matematica, diritto e teologia. Ne è un esempio la tesi teorico-pratica sull'assicurazione presentata da Jacob van Ghesel nel 1727. Un esemplare di questa pubblicazione è conservato presso la Fondazione Mansutti di MIlano.